# Société des sciences, lettres et arts de Cholet et de sa région
La Société des sciences, lettres et arts de Cholet et de sa région (SLA) est une association à caractère culturel située à Cholet, dans le département de Maine-et-Loire. Créée en 1881, elle comprend une quinzaine d'activités dans les domaines des sciences humaines, sciences de la nature et sciences physiques.

## Historique
La SLA est une association loi de 1901 à caractère culturel reconnue d'intérêt général depuis le 1er juillet 2005. Autorisée par un décret du 26 novembre 1880, elle doit sa création à l’initiative du docteur Léon Pissot maire de Cholet, qui en est le fondateur et le premier président, jusqu'à sa mort en 1906.
En 2015, l'association compte près de 400 adhérents. Elle est membre de la fédération française des Sociétés de sciences naturelles (FFSSN).

## Activités
La Société des sciences, lettres et arts de Cholet compte plusieurs activités dans les sciences humaines, les sciences de la nature et les sciences physiques.
Activité sciences humaines :
- archives et bibliothèque ;
- arts lettres musique ;
- bâtiment architecture du choletais ;
- généalogie ;
- mémoires historiques ;
- photographie ;
- préhistoire.

Activité sciences de la nature :
- aquariophilie ;
- botanique ;
- géologie ;
- mycologie ;
- ornithologie.

Activité sciences physiques :
- astronomie ;
- patrimoine scientifique et radio.

La SLA publie annuellement un bulletin, participe à des manifestations, comme les journées européennes du patrimoine. Elle est également à l'initiative de la mise en place d'un parcours planétaire au jardin du Mail de Cholet.